# هيو جون ماكدونالد
هيو جون ماكدونالد هو محامي وسياسي كندي، ولد في 13 مارس 1850 في كينغستون في كندا، وتوفي في 29 مارس 1929 في وينيبيغ في كندا. حزبياً، نشط في حزب كندا المحافظ. وقد انتخب member of the Legislative Assembly of Manitoba ‏ (7 ديسمبر 1899 – ) وانتخب عضو مجلس العموم الكندي وانتخب Premier of Manitoba ‏.